# Harpactea eskovi
Harpactea eskovi là một loài nhện trong họ Dysderidae.
Loài này thuộc chi Harpactea. Harpactea eskovi được miêu tả năm 1989 bởi Dunin.